# Podujevë
Podujevë (in albanese Podujevë, Podujeva o Besiana; in serbo Подујево?, Podujevo) è una città del Kosovo situata nel distretto di Pristina.

## Geografia antropica

### Suddivisioni amministrative
La municipalità si divide nei seguenti villaggi:
Halabak, Bajcina, Balovc, Baraina, Batlava, Bjelo Pole, Blato, Bradaš, Braina, Brevnik, Brece, Buince, Velika Reka, Glavnik, Godišnjak, Gornja Dubnica, Gornja Lapaštica, Gornja Pakaštica, Gornje Ljupče, Gornji Sibovac, Grdovac, Dvorište, Dobri Do, Dobrotin, Donja Dubnica, Donja Lapaštica, Donja Pakaštica, Donje Ljupče, Donji Sibovac, Duz, Dumosh, Žitinje, Zakut, Kaljatica, Kačibeg, Kisela Banja, Konjuševac, Krpimej, Kruševica, Ladovac, Lauša, Letance, Livadica, Lug, Lužane, Mazap, Majance, Medregovac, Merdare, Metohija, Mirovac, Murgula, Obrandža, Orlane, Palatna, Penduha, Perane, Podujevo, Popovo, Potok, Prepolac, Radujevac, Rakinica, Revuće, Repa, Rečica, Svetlje, Siljevica, Slatina, Surdula, Surkiš, Trnava, Trnavica, Turučica, Hrtica, Šajkovac, Šakovica e Štedim.

## Società

### Evoluzione demografica
| Composizione etnica |          |   |       |   |        |   |          |   |      |   |         |   |          |   |        |   |        |
| Anno/Etnia          | Albanesi | % | Serbi | % | Turchi | % | Bosniaci | % | Roma | % | Ashkali | % | Egiziani | % | Gorani | % | Totale |
| 2011                | 87.523   |   | 15    |   | 5      |   | 33       |   | 74   |   | 680     |   | 3        |   | 0      |   | 88.409 |